# Rinnovata
Rinnovata (Renöada in dialetto bergamasco) è l'unica frazione del comune di Villa di Serio, in Provincia di Bergamo.
Rinnovata è situata dentro il paese di Gavarno e Nembro e confina con Tribulina, una frazione di Nembro, nella valle Seriana

## Geografia fisica
La frazione è situata sulla sinistra orografica del torrente Gavarnia, che la divide dal vicino comune di Nembro. Confina a est con Gavarno, frazione di Nembro, col quale forma continuità abitativa.

## Infrastrutture e trasporti
La frazione è raggiungibile tramite la Strada provinciale ex strada statale 671 della Valle Seriana, uscita Gavarno. Nelle colline retrostanti la frazione si trova la Galleria Montenegrone, che collega la Valle Seriana con l'Hinterland bergamasco.